# Чун, Лесли
Лесли Чун (кит. трад. 張國榮, упр. 张国荣 англ. Leslie Cheung; 12 сентября 1956[…], Британский Гонконг — 1 апреля 2003[…], Гонконг) — гонконгский актёр и певец. Считается «одним из отцов-основателей кантопопа», успешно совмещавшим актёрскую и музыкальную карьеры.
В 2000 году Лесли Чун был назван «величайшей суперзвездой Азии» каналом China Central Television, а в 2005 году — признан путём зрительского голосования самым любимым актёром за 100 лет китайского кинематографа. Позже канал CNN включил его в «пятёрку музыкальных икон всех времён», поместив вслед за Майклом Джексоном и The Beatles.
Покончил жизнь самоубийством, выбросившись из окна 24-го этажа отеля Mandarin Oriental 1 апреля 2003 года.

## Биография

### Детство и юность
Лесли Чун родился 12 сентября 1956 года в Цзюлуне, Гонконг в семье представителя среднего класса. Он был самым младшим из десяти детей. Новорождённого назвали Чун Фат Чун (Cheung Fat Chung), но позже, сочтя имя неблагозвучным, сменили его на Чун Квок Вин (Cheung Kwok Wing). Его западным именем было Бобби. Отец Лесли, Чун Вут Хой, был самым известным портным в Гонконге; среди его клиентов были американские актеры Уильям Холден, Марлон Брандо и Кэри Грант. Помимо жены Пунь Чук Чиу (潘玉瑤), матери Чун Квок Вина, у него были две наложницы. Родители развелись, когда мальчик был совсем маленьким. «Больше всего на меня как на ребёнка, — вспоминал Чун, — повлияло то, что мои родители никогда не жили со мной. Как малыш без родителей, иногда я был очень угнетен. Я мог объяснить это только одним — эгоизмом взрослых».
Первой школой Чуна стала школа Розарихилл в Гонконге. В возрасте 13 лет мальчик был отправлен в Англию в пансионат при Eccles Hall School. После окончания средней школы он получил стипендию для обучения в Университете Лидса на факультет промышленного дизайна. Параллельно с обучением он работал барменом в ресторане, принадлежавшем его родственникам, и пел в выходные дни. Примерно в это период он выбрал себе имя «Лесли». Позже Чун объяснил свой выбор следующим образом: «Я люблю фильм „Унесённые ветром“, и мне нравится Лесли Говард. Это имя может быть и мужским, и женским, это унисекс, поэтому мне это нравится».
Чун поступил в Университет Лидса, но оставил обучение ещё до конца первого учебного года: его отца парализовало из-за постоянного употребления алкоголя и он настаивал на возвращении единственного сына домой.

### Путь к успеху
Карьеру в шоу-бизнесе Лесли начал с музыки: оказавшись в Гонконге, он решил поучаствовать в конкурсе талантов Asian Music Contest. На выступлении он исполнил «American Pie» и его номер в конечном итоге взял второй приз. Мероприятие устраивала компания RTV (Rediffusion Television), впоследствии переродившаяся в ATV (Asia Television Limited), и многих победителей конкурса пригласили подписать контракты с этой студией — в их числе оказался и Лесли Чун.
Кинодебют Лесли состоялся в ленте «Эротический сон в Красном тереме» (Erotic Dreams of the Red Chamber, 1978) — как утверждал впоследствии актер, о том, что фильм будет эротическим, он узнал лишь после того, как подписал контракт на участие. В том же году вышла комедия «Пес грызёт чужую кость» (Dog Bites Dog Bone, 1978), но она большим успехом не пользовалась. В следующие три года Лесли снимется ещё в двух фильмах, в обоих в паре с другим поп-идолом, Дэнни Чаном — по трагичному стечению обстоятельств, также погибшим в сравнительно молодом возрасте. За второй из этих фильмов, «Охотник за работой» (Job Hunter, 1981) он был номинирован на HKFA как лучший новый актер.
Номинация на HKFA обратила на него внимание кинопродюсеров, а за роль в картине Патрика Тхама «Кочевник» (Nomad, 1982) он получил номинацию HKFA как лучший актер. В числе прочих его пригласили на Shaw Bros, где Лесли снялся в трёх фильмах — «Мечтательницы» (Teenage Dreamers, 1982), «Юная Девушка-дракон» (Little Dragon Maiden, 1983) и «За желтой линией» (Behind the Yellow Line, 1984). В 1984—1985 годах Лесли уже считался известным и популярным актером, специализировавшимся на романтических комедиях и мелодрамах — «Счастливого рождества» (Merry Christmas, 1984), «Только для твоего сердца» (For Your Heart Only, 1985), «Безумная любовь» (Crazy Romance, 1985). Параллельно Лесли снимался в сериалах для TVB.
Тем временем Лесли подписал контракт с Polydor Records, но выпущенные компанией два его первых альбома не пользовались популярностью (на одном из концертов Чуна даже освистали — так, что ему пришлось уйти со сцены) и по завершении контракта Лесли продлевать его не стал. В 1982 году он перешёл на Capital Artists и завёл себе нового агента, Флоренс Чан, которая останется в этой должности вплоть до самой смерти актера. Со сменой студии к актеру не пришёл успех, но, по крайней мере, появились сдвиги — записанный им в 1983 году сингл стал хитом, а в 1984 одна из его песен вошла в музыкальный топ 10 и открыла собой новую эру более быстрых, заводных песен, постепенно потеснивших в популярности лирические баллады.

### Успех
Успех в музыке и кино пришёл в 1986—1987 годах. В музыке Лесли вновь сменил звукозаписывающую компанию, остановившись на Cinepoly Records, и году выпустил успешный альбом Summer Romance, ставший самым продаваемым CD 1987 года. Его популярность как поп-идола сравнялась с популярностью Алана Тама — других конкурентов такого уровня в музыке тогда не было. А в кино Лесли получил одну из главных ролей в «Светлом будущем» Джона Ву, одном из самых значительных гонконгских боевиков всех времен, а следом — и в его сиквеле в 1987 году. В том же 1987 Лесли сыграл в мистической драме «Румяна» (Rouge), где его партнершей стала Анита Муи — его большая подруга ещё по временам записи на Polygram Records, и в «Истории китайских призраков» (A Chinese Ghost Story), открывшим дорогу целому жанру мистико-романтических экшенов.
Период 1988—1989 годов прошёл для Лесли сравнительно спокойно — фильмов уровня «Светлого будущего» и «Истории китайских призраков» так и не появилось. Зато в 1990 Лесли познакомился с молодым режиссёром Вонгом Карваем, который пригласил его на главную роль в своей драме «Дикие дни», считающейся первым «настоящим» фильмом этого значительного режиссёра. За роль мятущегося донжуана Йорка, рвущегося к своим корням, Лесли получил свою первую награду Hong Kong Film Award — за лучшую мужскую роль.
В 1990—1995 годы Лесли оставил в стороне музыкальную карьеру и полностью посвятил себя кино, успешно чередуя съёмки в авторском кино с ролями в крупных блокбастерах. Самые яркие его картины того времени — с одной стороны, задорные комедии «Все хорошо, что хорошо кончается» (All’s Well Ends Well, 1992), «Все хорошо, что хорошо кончается 2» (All’s Well Ends Well Too, 1993), «Герои, стреляющие по орлам» (Eagle Shooting Heroes, 1993) и дилогия «Он женщина, она мужчина» (He’s the Woman, She’s the Man, 1994/1996), а с другой, серьезные драмы: «Прощай, моя наложница» (Farewell My Concubine, 1993) и «Луна-искусительница» (Temptress Moon, 1996) Чэнь Кайгэ и «Прах времен» (Ashes of Time, 1994) и «Счастливы вместе» (Happy Together, 1997) Вонга Карвая. В это время Лесли Чун достигает пика своей кинокарьеры: в период с 1990 по 1998 гг. 13 из 39 фильмов, в которых он снялся, попадали в десятку самых кассовых фильмов Гонконга.
В 1995 году Лесли решил вновь возобновить свою карьеру певца и подписал контракт с компанией Rock Records, на которой выпустил сначала сборник своих песен из фильмов, а затем и полноценный альбом «Red», который многие критики назвали его лучшей работой. К концу 90-х Лесли был не просто звездой — он был кумиром миллионов, успешным и в музыке, и в кино (номинации на награды HKFA он теперь получал чуть ли не каждый год). В интервью Лесли говорил, что главное для него — качество, поэтому он поставил себе ограничение сниматься не больше чем в трёх фильмах в год и никогда не работать над двумя фильмами одновременно.
Он даже решил попробовать себя в режиссуре, самостоятельно сняв 45-минутный фильм «От праха к праху» (From Ashes to Ashes, 2000). В 2002 он начал снимать полнометражное кино, но проекту так и не суждено было осуществиться — примерно в это время Лесли накрыла тяжёлая депрессия. Он посещал врачей и старался выйти из этого состояния, но 1 апреля 2003 года болезнь одержала верх: актёр спрыгнул с крыши своего отеля, оставив предсмертную записку, в которой признался, что не может справиться с депрессией. Как выяснилось позже, за год до этого он уже пытался покончить с собой. По иронии судьбы, в последнем фильме, где он снимался — «Внутренние чувства», его герой-психиатр в финале пытался покончить с собой, шагнув с крыши здания.
На похороны Лесли собрались сотни знаменитостей со всего мира — провести пышную церемонию прощания не помешало даже то, что в то время в Гонконге бушевала атипичная пневмония.

## Избранная фильмография
| Год  |   | Русское название                   | Оригинальное название               | Роль                             |
| ---- | - | ---------------------------------- | ----------------------------------- | -------------------------------- |
| 2002 | ф | Внутренние чувства                 | Yee dou hung gaan                   | Джим Ло                          |
| 2000 | ф | Встречи на Окинаве                 | Lian zhan Chong Cheng               | Джими Тонг                       |
| 2000 | ф | Двойной выстрел                    | Cheung wong                         | Рик Панг                         |
| 2000 | ф | Пепел к пеплу                      | Yan fei yan mie                     | Лоуренс                          |
| 1999 | ф | Лунный экспресс                    | Sing yuet tung wa                   | Тацуя Мисава / Шек Карбо         |
| 1999 | ф | Малыш                              | Lau sing yue                        | Винг                             |
| 1998 | ф | Время вспомнить                    | Hong se lian ren                    | Джин                             |
| 1998 | ф | Анна Магдалена                     | On na ma dak lin na                 | издатель                         |
| 1997 | ф | Счастливы вместе                   | Chun gwong cha sit                  | Хо Пховин                        |
| 1996 | ф | Созвездие                          | Da san yuan                         | отец Чжан Гоцян                  |
| 1996 | ф | Кто женщина, кто мужчина           | Gam chi yuk yip 2                   | Сэм Ку Ка-мин                    |
| 1996 | ф | Гангстерские войны                 | Xin shang hai tan                   | Хуэй Ман Кеунг                   |
| 1996 | ф | Вива эротика                       | Sik ching nam lui                   | Синг, режиссёр                   |
| 1996 | ф | Луна-соблазнительница              | Feng yue                            | Юй Чжунлян                       |
| 1995 | ф | Китайский пир                      | Gam yuk moon tong                   | Чиу                              |
| 1995 | ф | Призрачный любовник                | Ye ban ge sheng                     | Сон Данпинг                      |
| 1994 | ф | Долгий извилистый путь             | Jin xiu qian cheng                  | Лам Чиу-Винг                     |
| 1994 | ф | Эта замечательная жизнь            | Dai foo ji ga                       | Францис                          |
| 1994 | ф | Он женщина, она мужчина            | Gam chi yuk yip                     | Сэм Ку Ка-мин                    |
| 1994 | ф | Прах времен                        | Dung che sai duk                    | Фэн Оуян                         |
| 1993 | ф | Прощай, моя наложница              | Ba wang bie ji                      | Чэн Деи/Сяо Доуцзы (наложница Ю) |
| 1993 | ф | Герои, стреляющие по орлам         | Se diu ying hung: Dung sing sai jau | Хуан Яоши                        |
| 1993 | ф | Невеста с белыми волосами 2        | Bak fat moh lui zyun II             | Чо И-Ханг                        |
| 1993 | ф | Невеста с белыми волосами          | Bai fa mo nu zhuan                  | Чо И-Ханг                        |
| 1992 | ф | Семейное счастье                   | Ga yau hei si                       | Сеун Со                          |
| 1992 | ф | Арестуй неугомонного               | Lam Gong juen: Fan fei jo fung wan  | Тэдди                            |
| 1991 | ф | Рожденный вором                    | Chung hang sei hoi                  | Джим                             |
| 1990 | ф | Дикие дни                          | Ah fei jing juen                    | Юдди                             |
| 1990 | ф | Китайская история призраков 2      | Sin nui yau wan II                  | Лин, странствующий теолог        |
| 1989 | ф | Безумная миссия 5                  | San jui gaai paak dong              | Брат-вор                         |
| 1988 | ф | Фатальная любовь                   | Sha zhi lian                        | Чи Кен-Винг                      |
| 1987 | ф | Светлое будущее 2: Ураганный огонь | Ying hung boon sik II               | Кит                              |
| 1987 | ф | Румяна                             | Yim ji kau                          | Чан Чен-Панг                     |
| 1987 | ф | Китайская история призраков        | Sin nui yau wan                     | Лин, странствующий теолог        |
| 1986 | ф | Светлое будущее                    | Ying hung boon sik                  | Кит                              |
| 1986 | ф | Последняя песня в Париже           | Ou ran                              | Луи                              |
| 1984 | ф | За жёлтой линией                   | Yuen fan                            | Пол                              |
| 1984 | ф | Интеллектуальное трио              | Long feng zhi duo xing              | Чан                              |
| 1984 | ф | Счастливого Рождества!             | Sing dan fai lok                    | Джон                             |
| 1983 | ф | Юная девушка Дракон                | Yang guo yu xiao long nu            | Ян Го                            |
| 1982 | ф | Энергетик 21 – дойти до предела    | Chong ji 21                         | Лян Вэнь Бин                     |
| 1982 | ф | Кочевник                           | Lie huo qing chun                   | Луис                             |
| 1982 | ф | Мечтатели                          | Ning meng ke le                     | Чен, Джэксон                     |
| 1981 | ф | На суде                            | Sut yip sang                        | Ронг Шао                         |
| 1980 | ф | На бис                             | Hot choi                            | Гиго                             |
| 1978 | ф | Эротический сон в красной палате   | Hong lou chun shang chun            | Пао-Ю                            |